# Something Beautiful (альбом Майли Сайрус)
Something Beautiful — девятый студийный альбом американской певицы Майли Сайрус, вышедший 30 мая 2025 года на лейбле Columbia Records. В июне выйдет одноимённый музыкальный фильм. Альбом следует за восьмым студийным альбомом Endless Summer Vacation (2023) и представляет собой визуальный альбом, в центре которого находится тема «исцеления». Альбом поддержан промо-релизами «Prelude» и заглавного трека, которые вышли 31 марта. Лид-сингл «End of the World» вышел 4 апреля. Бриттани Ховард и Наоми Кэмпбелл выступают в качестве приглашённых артистов.
После выхода альбом Something Beautiful получил в целом положительные отзывы критиков, которые отметили его концептуальную амбициозность, смешение жанров и развивающееся артистическое мастерство Майли Сайрус, хотя некоторые отметили, что в нём интроспекция преобладает над массовой привлекательностью.

## История
В ноябре 2024 года в интервью Harper's Bazaar Сайрус объявила, что работает над новым альбомом под названием Something Beautiful. Вдохновлённая альбомом Pink Floyd The Wall (1979), она описала пластинку как визуальный альбом, в центре которого будет тема «исцеления». Сайрус начала тизерить свой предстоящий альбом 17 марта 2025 года, обновляя визуальные эффекты в социальных сетях и на своём сайте, а также тизерила проект через плакаты по всему миру. Певица объявила о выходе альбома 24 марта.
31 марта 2025 года на YouTube-канале Сайрус состоялась премьера видеоклипа на песню «Prelude», режиссёрами которого выступили Сайрус, Джейкоб Биксенман и Брендан Уолтер. В тот же день было выпущено музыкальное видео на заглавный трек. Билборды на Таймс-сквер в Нью-Йорке стали предвещать выход ещё одного трека, «End of the World», тизерное видео было опубликовано на официальном сайте Сайрус. Он вышел 4 апреля 2025 года в качестве лид-сингла альбома.

## Темы
Состоящий из тринадцати песен, альбом Something Beautiful был спродюсирован Сайрус и Шоном Эвереттом. Его обложка была сфотографирована Гленом Лакфордом и изображает Сайрус, задрапированную в архивный кутюр от Тьери Мюглер 1997 года, что было описано как «поразительный кивок» на «смелую» эстетику альбома и визуальное повествование.

### Песни
Something Beautiful начинается с «Prelude», мелодии на словах, поддержанной электронными инструментами. В её тексте Сайрус исследует экзистенциальные мысли и размышляет о двойственности красоты. Заглавный трек альбома начинается как альтернативная R&B баллада, сплавленная с влиянием соула и джаза. Во время припева она «взрывается» в экспериментальный рок и психоделический поп, подчёркнутый искажённым вокалом Сайрус. «End of the World» — это поп-гимн в стиле диско о побеге перед лицом неизбежного апокалипсиса.

## Отзывы
| Совокупная оценка   | Совокупная оценка |
| Источник            | Оценка            |
| ------------------- | ----------------- |
| AnyDecentMusic?     | 6.4/10            |
| Metacritic          | 70/100            |
| Оценки критиков     |                   |
| Источник            | Оценка            |
| Consequence         | B                 |
| The Daily Telegraph | [ 22 ]            |
| Financial Times     | [ 23 ]            |
| The Guardian        | [ 24 ]            |
| The Independent     | [ 25 ]            |
| NME                 | [ 26 ]            |
| Paste               | [ 27 ]            |
| Pitchfork           | 5.6/10            |
| Rolling Stone       | [ 29 ]            |
| Slant Magazine      | [ 30 ]            |
| Sputnikmusic        | 4.3/5             |

Согласно агрегатору рецензий Metacritic, Something Beautiful получил «в целом благоприятные отзывы» на основе средневзвешенного балла 70 из 100 от 14 критиков.
Роб Шеффилд из журнала Rolling Stone описал его как «Сайрус стремится к новым высотам», назвав его «широким поиском света (и саксофонных соло) в темноте» и отметив его концептуальную амбициозность, вдохновлённую альбомом The Wall. Ник Левин из журнала NME назвал его «полностью реализованным художественным заявлением», добавив, что Сайрус «записывает то, что хочет, когда хочет, потому что знает, что у неё есть все необходимое, чтобы это осуществить». Он подчеркнул кинематографическое качество альбома и похвалил его уверенность в смешении жанров.
Ройсин О’Коннор из The Independent считает, что альбом «не такой уж безумный и новаторский, как ей кажется, но его дух приключений отражает то, что мы узнали и полюбили в одной из наших самых разочаровывающих, но очаровательных поп-звёзд». В журнале Slant Сал Чинквемани написал, что «в отличие от своего предшественника [Endless Summer Vacation], музыка Something Beautiful источает столько же индивидуальности, сколько и сама певица». Алексис Петридис из The Guardian назвал альбом «очень хорошо написанным и хорошо сделанным, разнообразной чередой хороших средств для мощного рашпильного голоса Сайрус». Мэтт Митчелл написал в Paste, что «Майли Сайрус в её лучшем виде стоила ожидания», добавив, что «эклектизм больше не теряется в пустоте рыночных треклистов». Дакота Вест Фосс из Sputnikmusic назвала альбом «абсолютным триумфом, который отбрасывает любые оговорки и претендует на звание лучшего поп-альбома 2025 года».
Джо Маггс из The Arts Desk выразил мнение, что альбом «звучит как миллиард долларов», похвалил продюсирование, но раскритиковал написание песен. Он назвал его «ещё одной удивительно грязной частью блестяще грязной карьеры — и, возможно, намёком на шедевр, который, несомненно, у неё ещё есть». Рен Грейвс в Consequence описал его как «вокальное шоу от макушки до пят, с некоторыми стихами и парой концептуальных штрихов», но «далеко не идеальный», добавив, что «результат грязный, амбициозный, временами разочаровывающий и единственный в своём роде». Меган Лапьер из Exclaim! оценила продюсирование и вокал, но отметила, что «в состоянии головокружения вы не можете вспомнить ни одной лирической банальности или повторённой мелодии», описав альбом как «сплошной стиль и никакого содержания». Робин Мюррей из Clash высказал мнение, что альбом «ищет единства, но не может его найти, и при этом ему не хватает некоторых возвышающихся вершин, свойственных более коммерчески ориентированным работам Майли».
В Pitchfork Мэдисон Блум описала Something Beautiful как концептуальный альбом с непоследовательной тональностью, который начинается мощно с ведущих синглов, но спотыкается на типичном поп-роке и бессмысленных текстах, несмотря на участие в записи множества звёзд инди-сцены. Хотя в рецензии высоко оцениваются художественные риски и вокальные данные Майли Сайрус, отмечается отсутствие направленности альбома и неспособность полностью воплотить его амбициозную концепцию, назвав его «концептуальным альбомом без концепции». Нил Маккормик из The Daily Telegraph назвал его «практически неслушабельным» и «парадом банальных частушек». Эд Пауэр из The Irish Times поставил диску 2 звезды из пяти и назвал альбом «амбициозной, но неровной и не впечатляющей записью», а также «во многом бесцветной и без блеска».

## Коммерческий успех
В Соединённых Штатах «Something Beautiful» дебютировал на четвёртом месте в Billboard 200, заработав 44 000 единиц, эквивалентных альбому, включая 27 000 продаж альбома. Он стал пятнадцатым альбомом Сайрус в топ-10. В Великобритании альбом занял третье место в чарте UK Albums Chart, став самой высокой новой записью недели и седьмым альбомом Сайрус в топ-10. В других странах он занял четвёртое место в австралийском чарте ARIA Albums Chart.

## Список композиций
По данным Pitchfork, Apple Music и Tidal.
| №                   | Название                                                    | Автор(ы)                                                                                                 | Продюсеры                                                 | Длительность |
| ------------------- | ----------------------------------------------------------- | --- | --------------------------------------------------------- | ------------ |
| 1.                  | «Prelude»                                                   | Cole Haden Jonathan Rado Maxx Morando Майкл Поллак Майли Сайрус Shawn Everett                            | Rado Morando Поллак Сайрус Everett                        | 2:35         |
| 2.                  | «Something Beautiful»                                       | Max Taylor-Sheppard Morando Поллак Сайрус Ryan Beatty                                                    | Rado Taylor-Sheppard Morando Поллак Сайрус Everett        | 4:31         |
| 3.                  | «End of the World»                                          | | O'Hanley Rado Morado Pollack Cyrus Rankin Everett         | 4:10         |
| 4.                  | «More to Lose»                                              | Cyrus Pollack Autumn Rowe                                                                                | Cyrus Everett Pollack Rado BJ Burton                      | 4:35         |
| 5.                  | «Interlude 1»                                               | Cyrus Morando Taylor-Sheppard Everett Rado Pollack                                                       | Cyrus Morando Everett Taylor-Sheppard Rado Pollack        | 1:14         |
| 6.                  | «Easy Lover»                                                | Cyrus Pollack Ryan Tedder Omer Fedi                                                                      | Cyrus Everett Pollack Rado                                | 3:06         |
| 7.                  | «Interlude 2»                                               | Cyrus Morando Everett Rado Pollack                                                                       | Cyrus Morando Everett Rado Pollack                        | 1:30         |
| 8.                  | «Golden Burning Sun»                                        | Cyrus Pollack Everett Rado Bibi Bourelly Tobias Jesso Jr.                                                | Cyrus Everett Rado Pollack Burton                         | 4:54         |
| 9.                  | «Walk of Fame» (при участии Бриттани Ховард)                | Cyrus Morando Pollack Everett Howard Rado                                                                | Cyrus Everett Pollack Rado Morando Howard [a]             | 6:00         |
| 10.                 | «Pretend You're God»                                        | Cyrus Morando Hein Pollack Andrew Wyatt Emile Haynie Everett Rado                                        | Cyrus Everett Rado Pollack Morando Kenny Segal [a]        | 4:39         |
| 11.                 | «Every Girl You've Ever Loved» (при участии Наоми Кэмпбелл) | Cyrus Pollack Everett O'Hanley Rado Marie Davidson David Dewaele Stephen Dewaele Pierre Guerineau Rankin | Cyrus Everett Rado Pollack Ian Gold                       | 5:18         |
| 12.                 | «Reborn»                                                    | Cyrus Hein Pollack Morando Taylor-Sheppard Everett Rado Ethan Shevin Gold                                | Cyrus Everett Rado Pollack Morando Taylor-Sheppard Shevin | 5:42         |
| 13.                 | «Give Me Love»                                              | Cyrus Tom Hull Tyler Johnson                                                                             | Cyrus Everett Rado Pollack Kid Harpoon Johnson            | 3:51         |
| Общая длительность: | Общая длительность:                                         | Общая длительность:                                                                                      | Общая длительность:                                       | 52:05        |

### Замечания
- ↑  дополнительный продюсер.

## Чарты
| Чарт (2025)                           | Высшая позиция |
| ------------------------------------- | -------------- |
| Австралия (ARIA)                      | 4              |
| Бельгия/Фландрия (Ultratop)           | 6              |
| Бельгия/Валлония (Ultratop)           | 2              |
| Нидерланды (Album Top 100)            | 6              |
| Канада (Canadian Albums Chart)        | 13             |
| Финляндия (Suomen virallinen lista)   | 31             |
| Германия (Offizielle Top 100)         | 4              |
| Ирландия (Irish Albums Chart)         | 14             |
| Италия (FIMI)                         | 23             |
| Япония (International Albums, Oricon) | 13             |
| Новая Зеландия (RMNZ)                 | 2              |
| Норвегия (IFPI Norge)                 | 14             |
| Шотландия (Scottish Albums Chart)     | 4              |
| Швеция (Sverigetopplistan)            | 24             |
| Швейцария (Schweizer Hitparade)       | 3              |
| Великобритания (UK Albums Chart)      | 3              |
| США (Billboard 200)                   | 4              |